# Gilze en Rijen
Gilze en Rijen (uitspraakⓘ) is een gemeente ten westen van Tilburg in de Nederlandse provincie Noord-Brabant. De gemeente telt 27.343 inwoners (22 november 2024, bron: CBS) en heeft een oppervlakte van 65,69 km². De gemeentenaam is ontleend aan een in 1524 gestichte parochie, maar het woordje en wordt vaak weggelaten: men zegt en schrijft 'Gilze-Rijen'. Deze combinatie komt tevens terug in de naam van het station aan de zuidzijde van Rijen aan de Spoorlijn Breda - Eindhoven en in de centraal in de gemeente liggende vliegbasis Gilze-Rijen.
Gilze en Rijen liggen hemelsbreed vier kilometer uit elkaar, maar over de weg via Hulten, is het 5,5 kilometer, omdat de Molenschotse Heide en vliegbasis Gilze-Rijen en de A58 ertussenin liggen. Vóór de vestiging van de vliegbasis was dit niet het geval en liep er een nagenoeg rechte weg naar Gilze over de Nerhovensche Heide. Het bedevaartsplaatsje Molenschot ligt westelijk, het verst van Tilburg. Gilze en Hulten, dat in de Tweede Wereldoorlog grotendeels verwoest werd, liggen sinds de laatste uitbreiding van de Reeshof dichter bij het Tilburgse woongebied dan bij Rijen of Molenschot. Het mediaconcern Audax en de vliegbasis zijn grote werkgevers; verder bieden Tilburg, Breda en Oosterhout werkgelegenheid.

## Prehistorie en geschiedenis
Bij Molenschot zijn 10.000 jaar oude bewoningsresten van de Tjongercultuur gevonden, maar van de andere kernen is uit prehistorische tijden weinig bekend.
De naam Gilze duikt voor het eerst op in een schenkingsakte van Hilsondis, gravin van Strijen aan de Abdis van Thorn. Hoewel de echtheid van de akte wordt betwist, moet de schenking voor het begin van de 12e eeuw hebben plaatsgehad. Hierdoor is Gilze een van de oudste plaatsen in de Baronie van Breda. De Abdis hield tot aan de Franse Revolutie belangrijke rechten en bezittingen op Gilze, ondanks het feit dat het gebied inmiddels in bezit was van de Heer van Breda.
De Heer van Breda stelde in de 14e eeuw de Schepenbank van Gilze in. Deze was samengesteld uit een door die Heer benoemde schout en zeven schepenen. Zij waren zowel bestuurders als rechters in civiele zaken. De boet- en lijfstraffelijke rechtspraak was voorbehouden aan de schepenbank van de stad Breda. Naast de schepenbank bestond er nog een college van negen gezworenen. Zij mochten hun stem uitbrengen en gehoord worden over financiële zaken. De schepenbank van de Abdis van Thorn (samengesteld uit een meier en zeven schepenen) was een cijns- of laatgerecht. Tot hun bevoegdheid behoorde de certificatie van eigendomsovergang en eigendomsbezwaringen onder het rechtsgebied van de abdis. Van de schepenen waren er steeds drie afkomstig uit Gilze, twee uit Oosterhout, één uit Ginneken en één uit Princenhage of Rijsbergen.
Rijen was een buurtschap van Gilze. Hierin kwam verandering toen dit dorp in 1464 een kapel kreeg en in 1524 verheven werd tot zelfstandige parochie. Het is ook vanaf dit moment dat de dubbele naam Gilze en Rijen voor de huidige gemeente in gebruik is.

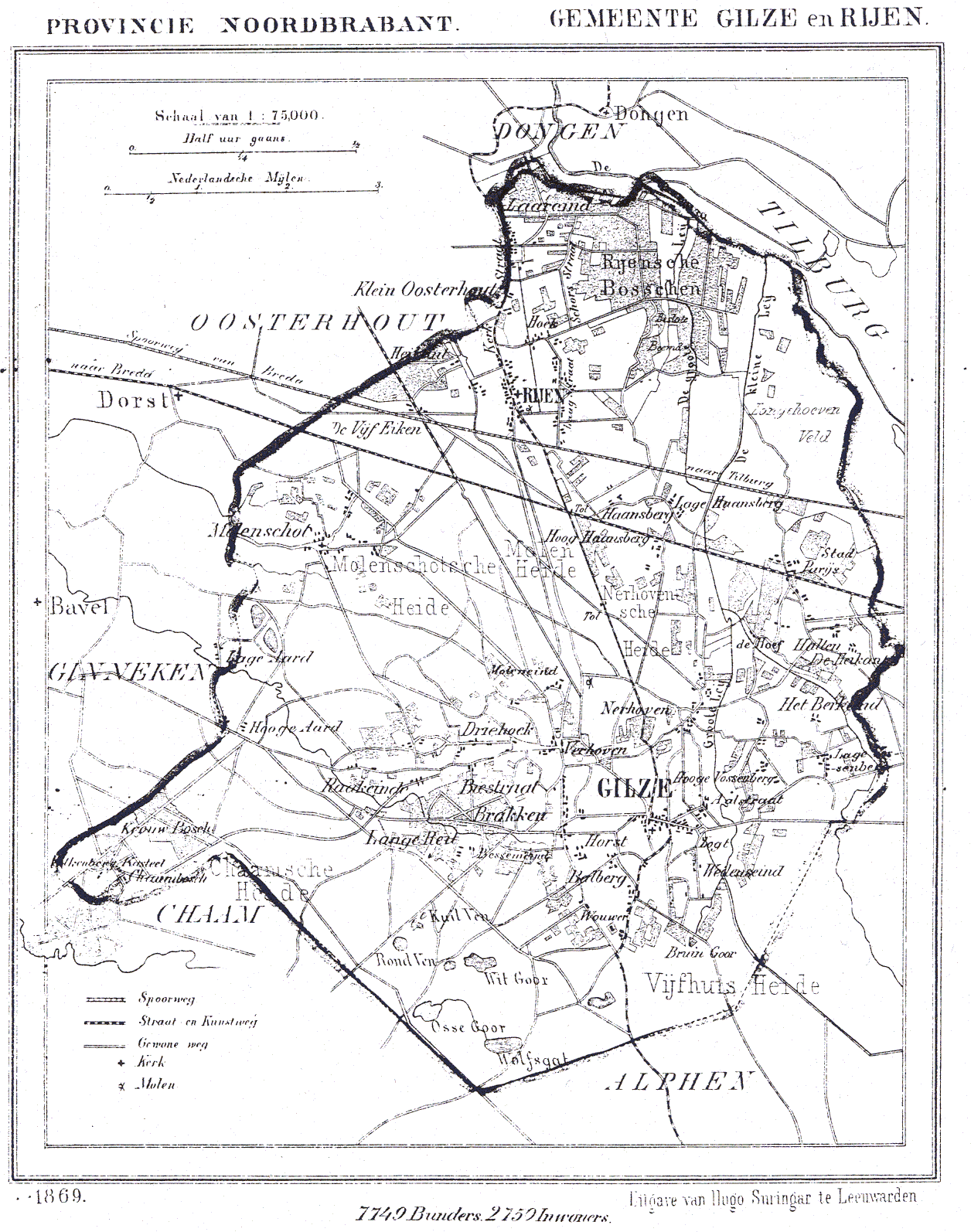
Gilze-Rijen in 1869

Hulten was aanvankelijk een van Gilze onafhankelijk gebied dat door de Abdis van Thorn in leen was uitgegeven. Aan het eind van de 14e eeuw werd Hulten bij Gilze gevoegd en het eigen gerecht opgeheven. De inwoners van Hulten vielen voortaan onder de rechtspraak van de schepenen van Gilze.
In de Tachtigjarige Oorlog (1568-1648) had Gilze zwaar te lijden van soldatenbendes. Op 23 mei 1584 vielen soldaten uit Herentals, Vilvoorde en Wouw midden in de nacht het dorp Gilze binnen. Zij roofden het vee en andere goederen en staken de kerk, de hoeven en huizen in brand. Wat nog gered kon worden werd kort daarna geroofd door ruiters uit Antwerpen en Bergen op Zoom, die toen bovendien verschillende inwoners vermoordden. Het dorp verkeerde in een rampzalige toestand. De zware oorlogslasten maakten de situatie nog erger. Zo waren er verplichte leveranties van hooi en haver aan de troepen en wagendiensten voor het vervoer van levensmiddelen en munitie naar het Spaanse legerkamp bij Antwerpen. Veel inwoners verlieten toen hun dorp. Zo is bekend dat in 1585 verschillende kinderen uit Gilze in Breda werden gedoopt. De beëindiging van de Tachtigjarige Oorlog betekende nog geen verbetering voor Gilze en Rijen. Omdat Gilze door de Abdis was uitgeleend kregen de inwoners te maken met zware belastingen en de oude gehandhaafde stedelijke voorrechten. Twee eeuwen later werd weer vuur aangestoken: in 1762 werd de nieuw gebouwde schuurkerk met een groot aantal huizen in de as gelegd na brandstichting in de schuurkerk.
Ook de herhaalde inkwartiering van troepen in het dorp bracht zware lasten voor de bevolking mee. Bij de belegering van Breda door Spinola in 1624 hadden soldaten een kamp in Gilze. In 1732 vond hier een grote militaire oefening plaats. De inkwartiering tijdens de Franse Revolutie in 1794, de Belgische opstand in 1831 en de daaropvolgende jaren waren moeilijk voor de Gilzenaren. Legerdiensten en verplichte leveranties waren voor de inwoners dagelijkse kost. Het kamp Vijf Eiken bij Rijen, waaraan het Oosterhoutse industrieterrein zijn naam ontleent, is nog een herinnering aan deze tijd.
Naast de landbouw kwam in de 19e eeuw de leerlooierij op gang. Leerlooien werd destijds nog als nevenactiviteit uitgeoefend op de boerderij. De officiële ingebruikname van de spoorlijn Breda-Tilburg op 1 oktober 1863 betekende vooral voor Rijen een mogelijkheid tot verdere uitbreiding van de industrie. De spoorlijn garandeerde immers de aanvoer van grondstoffen. Daarnaast maakte de toepassing van snelwerkende extracten (waardoor het looiproces aanzienlijk kon worden verkort) het gebruik van machines in de 19e eeuw mogelijk. Er ontstonden leerfabrieken waarmee de basis gelegd was voor de schoenindustrie. Sinds het begin van de 19e eeuw werd de productie van schoenen geconcentreerd in een aantal grote of kleine fabrieken. Voor die tijd werden de schoenen handmatig door thuiswerkers in elkaar gezet.
In de gemeente bestonden ook enkele steenbakkerijen. De steenfabriek in Rijen, het eerste bedrijf van enige omvang dat zich hier na de aanleg van de spoorlijn vestigde, was de grootste en modernste steenfabriek in Noord-Brabant. Nu is deze fabriek gesloten. Naast de schoen- en lederfabrieken vestigde zich in 1908 de N.V. Electrische Weegwerktuigenfabriek (nu Ericsson Telecommunicatie B.V.) in Rijen.
In 1910 werd op de Molenheide de Eerste Nederlandsche Vliegvereeniging (ENV) opgericht, de eerste vliegschool in Nederland, en de enige instantie die vliegbrevetten uit mocht reiken zonder voorafgaande ministeriële beschikking. Vanaf 1913 kwam het vliegveld steeds meer in handen van de Luchtvaartafdeeling, voorloper van de Koninklijke Luchtmacht. Op de Molenheide en de Nerhovensche Heide werd toen de grondslag gelegd voor de huidige vliegbasis Gilze-Rijen. Oostelijker werd eind jaren dertig voor burgergebruik Vliegveld Nerhoven aangelegd, maar dit werd in 1939 ook overgenomen.

## Warmterecord
Op donderdag 25 juli 2019 werd het, voor het eerst in de Nederlandse geschiedenis, warmer dan 40 graden met in Gilze-Rijen 40,7°C, een nieuw Nederlands hitterecord. Daags ervoor, op 24 juli, werd het in Eindhoven al 39,3°C, waarmee het oude record van 38,6°C op 23 augustus 1944 in het Gelderse Warnsveld bij Zutphen sneuvelde. Gilze-Rijen brak eerder op de dag het record en ook werd het op dit station voor het eerst in Nederland warmer dan 39 graden. Op 25 juli 2019 registreerden acht weerstations in vijf provincies in Nederland ruim 40°C.

## Geografie

### Woonplaatsen
| Woonplaats (BAG)     | Inwoners 2023 |
| -------------------- | ------------- |
| Rijen (gemeentehuis) | 16.680        |
| Gilze                | 8.460         |
| Molenschot           | 1.230         |
| Hulten               | 445           |

Zie ook: Wijken en buurten in Gilze en Rijen.

## Topografie
Topografisch kaartbeeld van de gemeente Gilze en Rijen, per september 2022

## Economie
De vliegbasis Gilze-Rijen van de Koninklijke Luchtmacht ligt tussen Gilze en Rijen en is een belangrijke economische kracht. Verder bieden onder andere tijdschriftuitgever Audax aan de A58, Ericsson in Rijen en het lokale MKB veel werkgelegenheid, evenals de omliggende gemeenten, met name Tilburg, Oosterhout en Breda. De gemeente kent ongeveer 2200 bedrijven.

## Politiek
De gemeenteraad van Gilze en Rijen bestaat sinds 2006 uit 21 zetels. Hieronder de behaalde zetels per partij bij de gemeenteraadsverkiezingen sinds 1998:
| Partij               | 1998 | 2002 | 2006 | 2010   | 2014   | 2018   | 2022   |
| -------------------- | ---- | ---- | ---- | ------ | ------ | ------ | ------ |
| Kern'75              | 4    | 4    | 4    | 7      | 8      | 5      | 6      |
| Groen Gilze en Rijen | -    | -    | -    | -      | -      | 21     | 6      |
| Gemeentebelang       | 3    | 4    | 3    | 3      | 5      | 31     | 2      |
| VVD                  | 2    | 1    | 2    | 3      | 2      | 3      | 2      |
| PvdA                 | 3    | 3    | 6    | 5      | 2      | 2      | 2      |
| D66                  | -    | -    | -    | -      | -      | 2      | 2      |
| CDA                  | 3    | 3    | 3    | 3      | 4      | 4      | 1      |
| Lokaal Belang        | 4    | 4    | 3    | -      | -      | -      | -      |
| Totaal               | 19   | 19   | 21   | 21     | 21     | 21     | 21     |
| Opkomst              |      |      |      | 51,56% | 52,37% | 54,61% | 50,99% |

1 De fractie van Groen Gilze en Rijen is ontstaan in mei 2019 als een afsplitsing van twee leden van Gemeentebelang.
Het college van B&W bestaat uit burgemeester Derk Alssema en de wethouders Corné Machielsen (Kern’75), Mariëlle Doremalen (PvdA en Merijn Scheifes (Groen Gilze en Rijen).

## Verkeer en vervoer
Rijen beschikt over een treinstation Station Gilze-Rijen. Verder is er een busverbinding van Arriva met Breda, Oosterhout en Tilburg. De gemeente is over autosnelwegen bereikbaar via de A58 en A27. Daarnaast is tevens de N282 een belangrijke doorgaande weg door de gemeente daar deze de voornaamste wegverbinding is (naast de autosnelweg) tussen Breda en Tilburg. Een andere belangrijke weg in de gemeente is de N260 vanaf Hulten (hier N260a geheten) via de Ring Tilburg naar Gilze, Alphen en Baarle-Nassau.

## Aangrenzende gemeenten
| Aangrenzende gemeenten | Aangrenzende gemeenten | Aangrenzende gemeenten | Aangrenzende gemeenten | Aangrenzende gemeenten |
| ---------------------- | ---------------------- | ---------------------- | ---------------------- | ---------------------- |
| Oosterhout             |                        | Dongen                 |                        |                        |
|                        |                        |                        |                        |                        |
| Breda                  | Tilburg                |                        |                        |                        |
|                        |                        |                        |                        |                        |
|                        |                        | Alphen-Chaam           |                        | Goirle                 |

## Monumenten
In de gemeente zijn er een aantal rijksmonumenten, gemeentelijke monumenten en oorlogsmonumenten, zie:
- Lijst van rijksmonumenten in Gilze en Rijen
- Lijst van gemeentelijke monumenten in Gilze en Rijen
- Lijst van oorlogsmonumenten in Gilze en Rijen

## Kunst in de openbare ruimte
In de gemeente Gilze en Rijen zijn diverse beelden, sculpturen en objecten geplaatst in de openbare ruimte, zie:
- Lijst van beelden in Gilze en Rijen

## Geboren
- Gerardus de Vet (1917), bisschop van Breda
- Erwin Kroll (1950), meteoroloog, weerpresentator
- Jeroen Blijlevens (1971), oud-profwielrenner